# Copa de la Reina de Baloncesto 2003
La Copa de la Reina de Baloncesto 2003 corresponde a la 41.ª edición de dicho torneo. Se celebró entre el 7 y el 9 de marzo de 2003 en el Pabellón Príncipe Felipe de Zaragoza.

## Equipos clasificados
El formato de competición es el mismo que la temporada anterior. Se juega en Zaragoza, ejerciendo como anfitrión el Filtros Mann Zaragoza, que participa junto a los siete mejores del resto del equipos al final de la primera vuelta de la Liga Femenina. El campeón se clasifica para la Copa Europea Femenina de la FIBA 2003-04.
| Pos. | Equipo                                  | PJ | G  | P | PF   | PC  | DP   | Pts | Clasificación    |
| ---- | --------------------------------------- | -- | -- | - | ---- | --- | ---- | --- | ---------------- |
| 1    | Ros Casares Valencia                    | 13 | 12 | 1 | 950  | 726 | +224 | 25  | Cabezas de serie |
| 2    | Filtros Mann Zaragoza (H)               | 13 | 11 | 2 | 1025 | 932 | +93  | 24  | Cabezas de serie |
| 3    | Caja Rural de Canarias                  | 13 | 10 | 3 | 1023 | 826 | +197 | 23  | Cabezas de serie |
| 4    | Universitat de Barcelona / FC Barcelona | 13 | 10 | 3 | 1092 | 967 | +125 | 23  | Cabezas de serie |
| 5    | Perfumerías Avenida                     | 13 | 7  | 6 | 948  | 917 | +31  | 20  |                  |
| 6    | Puig d'en Valls                         | 13 | 7  | 6 | 905  | 905 | 0    | 20  |                  |
| 7    | Ciudad de Burgos                        | 13 | 7  | 6 | 961  | 982 | −21  | 20  |                  |
| 8    | Celta Banco Simeón                      | 13 | 6  | 7 | 893  | 912 | −19  | 19  |                  |

 Fuente: Liga Femenina

## Desarrollo
Aunque el título cayó para el Ros Casares Valencia, es también muy recordada la actuación del finalista Universitat de Barcelona / FC Barcelona en esta Copa. Primero dejó al Perfumerías Avenida en 47 puntos y después anotó 37 en el primer cuarto de la semifinal. También supuso la primera aparición de Laia Palau en una final copera. La entonces capitana del Ros Casares Valencia quiso levantar su primer título desde que lleva los galones en la capital del Túria. Pero sobre todo se recuerda el ejemplo de compromiso del que dio muestra la pívot azulgrana Razija Mujanović. Dos semanas antes del torneo aprovechó una lesión de tobillo para viajar a su país y visitar a su padre que se encontraba gravemente enfermo. Tras regresar evidentemente afectada, no jugó bien en la derrota de su equipo ante el Filtros Mann Zaragoza y se disculpó con sus compañeras por no poder estar completamente centrada en el baloncesto. Y se comprometió a estar a tope y a ayudar en todo lo que pudiera al Universitat de Barcelona / FC Barcelona en la Copa. Hizo 22-13 en los cuartos de final, 16 puntos en la semifinal y 21-13 en la final (puntos-rebotes).

## Fase final
|  | Cuartos de final       | Cuartos de final |                        |                      | Semifinales | Semifinales |  |                      | Final      | Final      |  |
|  | 7 de marzo             | 7 de marzo       |                        |                      | 8 de marzo  | 8 de marzo  |  |                      | 9 de marzo | 9 de marzo |  |
|  |                        |                  |                        |                      |             |             |  |                      |            |            |  |
|  |                        |                  |                        |                      |             |             |  |                      |            |            |  |
|  | Ros Casares Valencia   | 75               |                        |                      |             |             |  |                      |            |            |  |
|  | Ros Casares Valencia   | 75               |                        |                      |             |             |  |                      |            |            |  |
|  | Ciudad de Burgos       | 46               |                        |                      |             |             |  |                      |            |            |  |
|  | Ciudad de Burgos       | 46               |                        | Ros Casares Valencia | 74          |             |  |                      |            |            |  |
|  |                        |                  |                        | Ros Casares Valencia | 74          |             |  |                      |            |            |  |
|  |                        |                  | Caja Rural de Canarias | 63                   |             |             |  |                      |            |            |  |
|  | Caja Rural de Canarias | 81               | Caja Rural de Canarias | 63                   |             |             |  |                      |            |            |  |
|  | Caja Rural de Canarias | 81               |                        |                      |             |             |  |                      |            |            |  |
|  | Puig d'en Valls        | 50               |                        |                      |             |             |  |                      |            |            |  |
|  | Puig d'en Valls        | 50               |                        |                      |             |             |  | Ros Casares Valencia | 81         |            |  |
|  |                        |                  |                        |                      |             |             |  | Ros Casares Valencia | 81         |            |  |
|  |                        |                  | UB–FC Barcelona        | 70                   |             |             |  |                      |            |            |  |
|  | UB–FC Barcelona        | 73               | UB–FC Barcelona        | 70                   |             |             |  |                      |            |            |  |
|  | UB–FC Barcelona        | 73               |                        |                      |             |             |  |                      |            |            |  |
|  | Perfumerías Avenida    | 47               |                        |                      |             |             |  |                      |            |            |  |
|  | Perfumerías Avenida    | 47               |                        | UB–FC Barcelona      | 90          |             |  |                      |            |            |  |
|  |                        |                  |                        | UB–FC Barcelona      | 90          |             |  |                      |            |            |  |
|  |                        |                  | Celta Banco Simeón     | 54                   |             |             |  |                      |            |            |  |
|  | Filtros Mann Zaragoza  | 73               | Celta Banco Simeón     | 54                   |             |             |  |                      |            |            |  |
|  | Filtros Mann Zaragoza  | 73               |                        |                      |             |             |  |                      |            |            |  |
|  | Celta Banco Simeón     | 86               |                        |                      |             |             |  |                      |            |            |  |
|  | Celta Banco Simeón     | 86               |                        |                      |             |             |  |                      |            |            |  |
|  |                        |                  |                        |                      |             |             |  |                      |            |            |  |

### Final
| 9 de marzo de 2003 | Ros Casares Valencia                                                                | 81–70                                 | Universitat de Barcelona / FC Barcelona                                                      | Zaragoza                                                      |  |
| 17:30              | Parciales: 22–23, 14–19, 25–10, 20–18                                               | Parciales: 22–23, 14–19, 25–10, 20–18 | Parciales: 22–23, 14–19, 25–10, 20–18                                                        |                                                               |  |
|                    | Estadísticas Marta Fernández 24 Trisha Fallon 10 Elisa Aguilar 4 Marta Fernández 28 | Reporte Pts Reb Asts Val              | Estadísticas Razija Mujanović 21 Razija Mujanović 13 Andrea Congreaves 5 Razija Mujanović 27 | Pabellón: Pabellón Príncipe Felipe Árbitros: Velasco, Alfonso |  |

| Ganadoras de la Copa de la Reina 2003 |
| ------------------------------------- |
| Ros Casares Valencia 2º título        |